# Junay
Junay és un municipi francès, situat al departament del Yonne i a la regió de Borgonya - Franc Comtat. L'any 2007 tenia 105 habitants.

## Demografia

### Població
El 2007 la població de fet de Junay era de 105 persones. Hi havia 53 famílies, de les quals 24 eren unipersonals (16 homes vivint sols i 8 dones vivint soles), 21 parelles sense fills i 8 parelles amb fills.
La població ha evolucionat segons el següent gràfic:
Habitants censats

### Habitatges
El 2007 hi havia 75 habitatges, 55 eren l'habitatge principal de la família, 12 eren segones residències i 8 estaven desocupats. 68 eren cases i 6 eren apartaments. Dels 55 habitatges principals, 42 estaven ocupats pels seus propietaris i 12 estaven llogats i ocupats pels llogaters; 3 tenien dues cambres, 14 en tenien tres, 16 en tenien quatre i 21 en tenien cinc o més. 46 habitatges disposaven pel capbaix d'una plaça de pàrquing. A 25 habitatges hi havia un automòbil i a 23 n'hi havia dos o més.

### Piràmide de població
La piràmide de població per edats i sexe el 2009 era:
| Homes | Edats   | Dones |
| ----- | ------- | ----- |
| 0     | 95 o +  | 0     |
| 0     | 90 a 94 | 0     |
| 0     | 85 a 89 | 0     |
| 0     | 80 a 84 | 0     |
| 4     | 75 a 79 | 4     |
| 0     | 70 a 74 | 8     |
| 0     | 65 a 69 | 4     |
| 8     | 60 a 64 | 0     |
| 0     | 55 a 59 | 0     |
| 8     | 50 a 54 | 12    |
| 0     | 45 a 49 | 4     |
| 4     | 40 a 44 | 4     |
| 4     | 35 a 39 | 4     |
| 4     | 30 a 34 | 4     |
| 8     | 25 a 29 | 0     |
| 0     | 20 a 24 | 4     |
| 8     | 15 a 19 | 8     |
| 0     | 10 a 14 | 4     |
| 4     | 5 a 9   | 0     |
| 0     | 0 a 4   | 4     |

## Economia
El 2007 la població en edat de treballar era de 62 persones, 47 eren actives i 15 eren inactives. De les 47 persones actives 44 estaven ocupades (29 homes i 15 dones) i 3 estaven aturades (2 homes i 1 dona). De les 15 persones inactives 9 estaven jubilades, 2 estaven estudiant i 4 estaven classificades com a «altres inactius».

### Ingressos
El 2009 a Junay hi havia 53 unitats fiscals que integraven 97 persones, la mediana anual d'ingressos fiscals per persona era de 18.498 €.

## Poblacions més properes
El següent diagrama mostra les poblacions més properes.